# Hongarije op de Olympische Winterspelen 1998
Tijdens de Olympische Winterspelen van 1998, die in Nagano (Japan) werden gehouden, nam Hongarije voor de achttiende keer deel.

## Deelnemers en resultaten
(m) = mannen, (v) = vrouwen 

### Alpineskiën
| Olympiër       | Discipline       | Resultaat | Prestatie                                                        |
| -------------- | ---------------- | --------- | ---------------------------------------------------------------- |
| Kinga Barsi    | slalom (v)       | dnf-1     | opgave run 1                                                     |
| Mónika Kovács  | afdaling (v)     | dq        | diskwalificatie (1.37,03)                                        |
| Mónika Kovács  | super g (v)      | 40e       | 1.24,77 (+6,75)                                                  |
| Mónika Kovács  | reuzenslalom (v) | 32e       | 3.15,56 (+24,97) 1.30,73+1.44,83                                 |
| Mónika Kovács  | combinatie (v)   | 21e       | 3.06,31 (+25,57) afdaling: 1.37,35 slalom: 1.28,96 (45,90+43,06) |
| Marika Labancz | slalom (v)       | dnf-1     | opgave run 1                                                     |

### Biatlon
| Olympiër         | Discipline | Resultaat | Prestatie                                    |
| ---------------- | ---------- | --------- | -------------------------------------------- |
| János Panyik     | 10 km (m)  | 63e       | 31.50,0 (+4.33,8) pen.: 1 (1 + 0)            |
|                  |            |           |                                              |
| Zsuzsanna Bekecs | 7,5 km (v) | 64e       | 29.50,3 (+6.42,3) pen.: 6 (3 + 3)            |
| Anna Bozsik      | 15 km (v)  | 57e       | 1:05.41,1 (+11.49,1) pen.: 6 (2 + 3 + 1 + 0) |
| Bernadett Dira   | 7,5 km (v) | 63e       | 28.48,9 (+5.40,9) pen.: 5 (3 + 2)            |
| Éva Szemcsák     | 15 km (v)  | 58e       | 1:05.51,8 (+11.59,8) pen.: 5 (0 + 1 + 3 + 1) |

### Bobsleeën
| Olympiër                                                   | Discipline                | Resultaat | Prestatie                               |
| ---------------------------------------------------------- | ------------------------- | --------- | --------------------------------------- |
| Nicholas Frankl Péter Pallai Zsolt Zsombor Bertalan Pintér | 4-mansbob (m) Hongarije I | 24e       | 2.44,92 (+5,51) (55,16 / 54,82 / 54,94) |

### Kunstrijden
| Olympiër        | Discipline | Resultaat | Prestatie                               |
| --------------- | ---------- | --------- | --------------------------------------- |
| Szabolcs Vidrai | mannen     | 13e       | 19,0 p. (korte kür: 12 - lange kür: 13) |
| Júlia Sebestyén | vrouwen    | 15e       | 24,5 p. (korte kür: 19 - lange kür: 15) |

### Langlaufen
| Olympiër                | Discipline                    | Resultaat | Prestatie                                    |
| ----------------------- | ----------------------------- | --------- | -------------------------------------------- |
| Balázs Latrompette Yann | 10 km klassiek (m)            | 89e       | 35.30,9 (+8.06,4)                            |
| Balázs Latrompette Yann | achtervolging 10 km+15 km (m) | dns       | niet gestart 15 km (10 km:35.30 + 15 km:dns) |

### Schaatsen
| Olympiër        | Discipline | Resultaat | Prestatie                   |
| --------------- | ---------- | --------- | --------------------------- |
| Zsolt Baló      | 500 m (m)  | 37e       | 1.16,56 (+5,21) 38,48+38,08 |
| Zsolt Baló      | 1000 m (m) | 42e       | 1.15,87 (+5,23)             |
| Zsolt Baló      | 1500 m (m) | 42e       | 1.55,52 (+7,65)             |
| Krisztina Egyed | 500 m (v)  | 32e       | 1.22,61 (+6,01) 41,20+41,41 |
| Krisztina Egyed | 1000 m (v) | 23e       | 1.21,23 (+4,72)             |
| Krisztina Egyed | 1500 m (v) | 27e       | 2.05,79 (+8,21)             |

Amerikaanse Maagdeneilanden · Andorra · Argentinië · Armenië · Australië · Azerbeidzjan · België · Bermuda · Bosnië en Herzegovina · Brazilië · Bulgarije · Canada · Chili · China · Chinees Taipei · Cyprus · Denemarken · Duitsland · Estland · Finland · Frankrijk · Georgië · Griekenland · Groot-Brittannië · Hongarije · Ierland · IJsland · India · Iran · Israël · Italië · Jamaica · Japan · Joegoslavië · Kazachstan · Kenia · Kirgizië · Kroatië · Letland · Liechtenstein · Litouwen · Luxemburg · Macedonië · Moldavië · Monaco · Mongolië · Nederland · Nieuw-Zeeland · Noord-Korea · Noorwegen · Oekraïne · Oezbekistan · Oostenrijk · Polen · Portugal · Puerto Rico · Roemenië · Rusland · Slovenië · Slowakije · Spanje · Trinidad en Tobago · Tsjechië · Turkije · Uruguay · Venezuela · Verenigde Staten · Wit-Rusland · Zuid-Afrika · Zuid-Korea · Zweden · Zwitserland